# Мария Бохачек
Марѝя Алекса̀ндрова Бохачек е българска оперна певица, сопран, една от големите български белкантови певици на 20 век. Съпруга е на тенора Тодор Костов.
През 1953 година завършва Държавната музикална академия в класа на Людмила Прокопова и е назначена на редовен щат като артистка в Русенската народна опера, където пее до 1961 година. Сценичният ѝ дебют е в ролята на Неда от операта „Палячи“ на Руджеро Леонкавало.
През 1960 г. Бохачек прави специализация по пеене под ръководството на проф. Луиджи Ричи от операта в Рим, Италия, при когото е учил и Борис Христов. През следващата година се присъединява към трупата на Варненската опера, където остава като оперна прима до края на кариерата си.
Сред отличителните партии, изпълнявани на Мария Бохачек, са тези на:
- Абигайл в „Набуко“ от Верди;
- Аида в едноименната опера от Верди;
- Ариадна в „Ариадна от Наксос“ от Рихард Щраус;
- Дездемона в „Отело“ от Верди;
- Джоконда в „Джоконда“ от Амилкаре Понкиели;
- Леонора от „Трубадур“ от Верди;
- Лиза в „Дама Пика“ от Чайковски;
- Мадам Бътерфлай от едноименната опера от Пучини;
- Мария в „Мазепа“ от Чайковски;
- Мини в „Момичето от златния Запад“ от Пучини;
- Наташа от „В бурята“ от Хренников;
- Норма от едноименната опера от Белини;
- Сантуца от „Селска чест“ от Маскани;
- Тоска от едноименната опера от Пучини;
- Татяна от „Евгени Онегин“ от Чайковски;
- Ярославна в „Княз Игор“ от Бородин.[2]

Тя е първата българска певица, превъплътила се в ролите на Норма и Ариадна, съответно през 1972 и 1975 година.
Мария Бохачек е носител на отличия на IV и VI световен фестивал на демократичната младеж (1955 и 1957 година), лауреат на Димитровска награда – III степен (1959).
Умира през 1999 г.